# Drive Like Jehu
Drive Like Jehu was een Amerikaanse posthardcore band uit San Diego (Californië), die actief was van 1990 tot 1995. De band werd geformeerd door ritmegitarist en zanger Rick Froberg en leadgitarist John Reis, ex-leden van Pitchfork, samen met bassist Mike Kennedy en drummer Mark Trombino, beiden van Night Soil Man, nadat hun bands in 1990 waren ontbonden. De muziek van Drive Like Jehu werd gekenmerkt door gepassioneerde zang, ongebruikelijke songstructuur, indirecte melodische thema's, ingewikkeld gitaarspel en berekend gebruik van spanning, wat resulteerde in een onderscheidend geluid onder andere posthardcore acts en beïnvloedden de evolutie van hardcorepunk naar emo.
Na het uitbrengen van hun gelijknamige debuut in 1991 via de lokale platenlabels Cargo Music en Headhunter Records, tekende Drive Like Jehu bij het grote label Interscope Records, samen met Reis' andere band Rocket from the Crypt. Hun tweede album Yank Crime uit 1994 kreeg een cultstatus, maar de band werd kort daarna ontbonden. Reis ging verder met Rocket from the Crypt en Trombino werd een succesvolle platenproducent en audio-technicus, terwijl Froberg en Kennedy carrière maakten buiten de muziek om. In 1999 begonnen Reis en Froberg opnieuw samen te spelen in Hot Snakes, dat actief was van 1999 tot 2005 en opnieuw van 2011 tot heden. Reis bracht Yank Crime ook opnieuw uit via zijn Swami Records label.

## Bezetting
- Chris Bratton (drums, 1990)
- Rick Froberg[3] (ritmegitaar, leadzang)
- Mike Kennedy[4] (basgitaar)
- John Reis[5] (leadzang, achtergrondzang)
- Mark Trombino[6] (drums)

## Geschiedenis

### Formatie en debuutalbum
Voordat ze Drive Like Jehu oprichtten, hadden zanger Rick Froberg en gitarist John Reis van 1986 tot 1990 samen gespeeld in Pitchfork, terwijl bassist Mike Kennedy en drummer Mark Trombino van 1987 tot 1990 in Night Soil Man speelden. Beide bands traden verschillende keren samen op en respecteerden elkaar. Pitchfork werd ontbonden omdat vanwege creatieve verschillen en hun oorspronkelijke bassist Don Ankrom verhuisde naar San Francisco. Kort daarna ontbond Night Soil Man ook om niet bekendgemaakte persoonlijke redenen.
John Reis begon rond te hangen met Kennedy en ontdekte hun wederzijdse bewondering voor de punkband Honor Role in Richmond (Virginia). Honor Role-gitarist Pen Rollings had een grote invloed op Reis, omdat zijn stijl zeer soulvol was en persoonlijkheid had, ondanks dat hij een punkgitarist was. Zo begon hij vele uren alleen gitaar te spelen, in een poging zichzelf te versmelten met het instrument. In 1990 vormde Reis tegelijkertijd de zelfbenoemde feestband Rocket from the Crypt en ongeveer een maand later rekruteerde hij Froberg (die ook een Honor Role-fan was), Kennedy en drummer Chris Bratton om in augustus 1990 Drive Like Jehu te formeren. Ze hadden ongeveer vijf nummers af, maar de relatie met Bratton werkte niet en hij werd vervangen door voormalig Night Soil Man-drummer Mark Trombino. De naam van de band is afgeleid van het bijbelse verhaal van Jehu van Israël in het Books of Kings.
Terwijl Froberg in Pitchfork had gezongen, speelde hij in Drive Like Jehu ook gitaar en voegde hij een ritmegitaar toe aan de lead van Reis. De meeste nummers begonnen met Reis' gitaarideeën en de hele band ontwikkelde ze via jamsessies. Het gelijknamige debuutalbum Drive Like Jehu werd in 1991 uitgebracht via Cargo Music en Headhunter Records, gelijktijdig met Rocket from the Crypt-debuut Paint as a Fragrance. Geproduceerd door Donnell Cameron en met artwork van Froberg, werd het geprezen als een grote sprong voorwaarts uit het werk van Reis en Froberg in Pitchfork. In 1992 bracht Drive Like Jehu de single Hand Over Fist/Bullet Train to Vegas uit via Merge Records en het nummer Sinews op het Cargo/Headhunter-verzamelalbum Head Start to Purgatory.

### Yank Crimeen ontbinding
Interscope Records, geïnteresseerd in Drive Like Jehu, volgde de band en contracteerde beiden en Rocket From the Crypt. Drive Like Jehu bracht eerst een album uit en bracht Yank Crime uit in 1994. Ontworpen en gemixt door Trombino en opnieuw met artwork van Froberg, had het wat langere, complexere nummers en werd door critici beschreven als een compromisloze maalstroom van technisch ingewikkelde woede en even waardig en geweldig als zijn voorganger. In 1995 werd Drive Like Jehu ontbonden, deels zodat Reis zich kon concentreren op Rocket from the Crypt, die dat jaar drie publicaties uitbracht en doorging tot 2005. Drive Like Jehu heeft nooit officieel een breuk aangekondigd, maar is gewoon gestopt met samen spelen. Trombino werd een succesvolle producent en audio-technicus, werkte samen met bands als Blink 182 en Jimmy Eat World, terwijl Kennedy de muziek verliet om chemicus te worden. Froberg speelde kort in Thingy voordat hij naar New York verhuisde om een carrière als beeldend kunstenaar en illustrator na te streven, later herenigd met Reis in de Hot Snakes van 1999 tot 2005. In november 2002 bracht Reis Yank Crime opnieuw uit via zijn Swami Records label, met daarop de nummers Hand Over Fist/Bullet Train to Vegas en Sinews van Head Start to Purgatory. Reis treedt momenteel op in The Night Marchers, Froberg in Obits en samen treden ze op als Hot Snakes.

### Reünies
Op 31 augustus 2014 werd Drive Like Jehu herenigd voor een optreden in het Spreckels Organ Pavilion in Balboa Park in San Diego, vergezeld door San Diego Civic organiste Dr. Carol Williams. De samenwerking werd gefaciliteerd door Dang Nguyen, die samen met Reis mede-eigenaar is van Bar Pink in de wijk North Park in San Diego en zitting heeft in de raad van bestuur van Spreckels Organ Society. In februari of maart 2014 bespraken we de mogelijkheden en kwam het onderwerp Jehu ter sprake. Daar begon het mee, zei Nguyen. Het was een project dat ze weer bij elkaar wilden brengen. Omdat, nadat Hot Snakes en Rocket from the Crypt de afgelopen jaren herenigd waren, John en Rick van mening waren dat het de moeite waard was om samen iets terug te doen in het orgelpaviljoen. Reis uitte zijn enthousiasme voor de klank van het orgel en zei: Ik hou vooral van de manier waarop de lage tonen op het orgel zo massief zijn. Als ik orgelconcerten ga bezoeken in het park, wil ik samenwerken met dat geluid en met Carol. Het is niet per se een goed idee, maar het is een idee waar ik sterk bij sta en het is zoiets uit San Diego. Volgens Williams is het doel van het concert om de (muzikale) grenzen te openen, om niet bekrompen te zijn. Het orgel heeft een toekomst nodig en naar kansen als deze kijk ik echt naar uit. 
De nieuwigheid van het spelen met de begeleiding van het orgel was een sleutelfactor om de band weer bij elkaar te brengen. Het rare is dat we aan het spelen zijn, en dat er iets raars voor nodig was om te besluiten weer een paar nummers te spelen, zei Reis. Slechts twee van ons wonen in San Diego. Rick woont in New York en Mark is in Los Angeles. Mark en Mike hebben sinds Jehu of sinds kort daarna vrijwel geen muziek meer gespeeld. Mark had zelfs geen drumstel tot eerder dit jaar en hij kocht er een speciaal voor ons om met het orgel te spelen. De band speelde een set van vijf nummers: Do You Compute, Super Unison, Sinews, If It Kills You en Luau. Rob Crow, die achtergrondzang zong op Luau op Yank Crime, vergezelde hen tijdens het nummer op het podium om zijn partijen te zingen.
Drive Like Jehu plande een reeks optredens voor 2015, waaronder 7 en 14 april in The Casbah in San Diego, Californië, 8 april in Pomona, Californië, 11 en 18 april in Indio (Californië) tijdens het Coachella Valley Music and Arts Festival en 3 juli in Keflavík, IJsland op het festival All Tomorrow's Parties. Op 18 oktober 2015 trad Drive Like Jehu op in het Tunnel Stage op het Treasure Island Music Festival in San Francisco. De band bleef toeren in 2016, sloten hun reünietournee af en beëindigden de reünie in augustus 2016.

## Muzikale stijl, invloeden en erfenis
Drive Like Jehu's muziek wordt vaak geclassificeerd als punk, posthardcore en emo. Hun aanvankelijke grootste invloed was de punkband Honor Role, met name de gitarist Pen Rollings. Andere invloeden waren Bastro, Slint, Sonic Youth, The Wipers en krautrockbands als Neu!. Steve Huey van Allmusic noemt ze misschien wel de meest vooruitstrevende van de toonaangevende post-hardcore bands: hun lange, veelzijdige composities waren gevuld met vreemde maatsoorten, georkestreerde constructies en publicaties, elliptische melodieën en andere wendingen die voortbouwden op de innovaties van het Dischord label. Het resultaat was een van de meest onderscheidende en woeste geluiden in de losjes gedefinieerde posthardcore beweging.
Naast tijdgenoten als Fugazi en Quicksand werd Drive Like Jehu soms over het hoofd gezien en was hun muziek soms moeilijk te plaatsen voor critici in een bredere context. Volgens Huey was de band van grote invloed op de ontwikkeling van emo, ook al was het latere geluid van de stijl behoorlijk anders dan dat van Drive Like Jehu: De term emo was nog niet algemeen in gebruik en hoewel Drive Like Jehu niet veel leek op de klank die dat woord later zou gaan betekenen, oefenden ze een sterke aantrekkingskracht uit op de ontwikkeling ervan en bovendien pasten ze in de eerdere definitie van emo: uitdagende, ingewikkelde gitaarrock, geworteld in hardcore en uitgevoerd met zinderende intensiteit, vooral de uitzinnige zang. Ned Raggett van Allmusic gaf ook commentaar op de emo-connectie in zijn recensie van Yank Crime: Misschien nog meer dan het debuut, versterkte Yank Crime Drive Like Jehu's reputatie als koningen van de emo. Terwijl het gebruik van die term snel degenereerde om toe te passen aan het einde van het decennium, is het kwartet zijn oorspronkelijke betekenis: bedrade, hectische, schreeuwende passie, als eerste semi-creatie van mensen als Rites of Spring. 
At the Drive-In-frontman Cedric Bixler-Zavala verklaarde dat er geen Relationship of Command zou zijn zonder Drive Like Jehu. Isaac Brock van de indierockband Modest Mouse zei in 2007: Ik hou van Drive Like Jehu. Jehu is eigenlijk een van mijn favoriete bands aller tijden. Deftones coverde hun nummer Caress op hun coveralbum uit 2011. Brian Cook, bassist van de metalcore-band Botch, verklaarde dat Drive Like Jehu een grote invloed had op Botch. Hun schrijfbenadering weerspiegelde absoluut wat we deden in termen van dingen weggooien tot we een song hadden.
De Britse hardcore punkband Gallows werden ook door hen geïnspireerd en Laurent Barnard noemde John Reis een van zijn vijf favoriete gitaristen. The Blood Brothers-zanger Jordan Blilie omschreef de teksten van Rick Froberg in de band als gelijke delen verbijsterend en herkenbaar en noemde zijn stem een van zijn favorieten aller tijden. Hij voegde eraan toe dat het vroege gitaarspel van zijn eigen band grotendeels terug te voeren is op Jehu. Andere artiesten die hen als invloed of bewondering voor hun werk hebben genoemd zijn Thursday, Jim Adkins van Jimmy Eat World, Justin Pearson van The Locust, Ben Weinman van The Dillinger Escape Plan, Violent Soho, Unbroken, Akimbo en Sandrider, KEN Mode, METZ, Matthew Bajda van Funeral Diner, Bryan Giles van Red Fang, Steven Roche van Off Minor en Genghis Tron.

## Discografie

### Singles
- 1992:	Hand Over Fist/Bullet Train to Vegas, 7"

### Albums
- 1991:	Drive Like Jehu (lp, cd, Cargo/Headhunter)
- 1994:	Yank Crime (lp, cd, Interscope/Headhunter)

### Andere publicaties
- 1992:	Head Start to Purgatory (cd, Cargo/Headhunter) track Sinews (later verschenen bij Yank Crime)